# David Jerome
David Howell Jerome (* 17. November 1829 in Detroit, Michigan-Territorium; † 23. April 1896 in Saginaw, Michigan) war ein US-amerikanischer Politiker und von 1881 bis 1883 der 18. Gouverneur von Michigan. 

## Frühe Jahre
David Jerome besuchte die St. Clair Academy in Michigan. Danach verdiente er sich seinen Unterhalt in verschiedenen Bereichen. Unter anderem war er Flößer. Während des Amerikanischen Bürgerkriegs war Jerome ein begeisterter Anhänger des Nordens. Im Jahr 1862 half er bei der Aufstellung eines Infanterieregiments aus Michigan. 

## Politischer Aufstieg
Zwischen 1862 und 1868 war Jerome als Mitglied der Republikanischen Partei im Landessenat von Michigan. Zwischen 1865 und 1866 war er militärischer Berater von Gouverneur Henry Crapo. Von 1865 bis 1873 gehörte Jerome dem Militärausschuss (State Military Board) von Michigan an. Im Jahr 1873 war er Mitglied einer Kommission zur Überarbeitung der Landesverfassung von Michigan. Zwischen 1876 und 1881 gehörte Jerome dem Indianerausschuss (Board of Indian Commissioners) der Bundesregierung an. Am 2. November 1880 wurde er als Kandidat der Republikanischen Partei zum neuen Gouverneur von Michigan gewählt.

## Gouverneur von Michigan
Jerome trat sein neues Amt am 1. Januar 1881 an. In dieser Zeit wurde in Michigan eine Blindenschule eröffnet. Das Eisenbahnnetz in Michigan wurde erweitert und ein weiteres Krankenhaus für geistig Behinderte wurde eröffnet. Im Jahr 1882 bewarb sich Jerome erfolglos um eine Wiederwahl. Daher musste er am 1. Januar 1883 sein Amt aufgeben. 

## Weiterer Lebenslauf
Im Jahr 1889 wurde Jerome Mitglied der so genannten Cherokeekommission die von den Indianern Land erwarb, auf dem dann das Oklahoma-Territorium entstand. Danach zog er sich in den Ruhestand zurück. Der mit Lucy Peck verheiratete David Jerome verstarb im Jahr 1896. 